# Norfolk Admirals (2000–2015)
Norfolk Admirals var ett amerikanskt professionellt ishockeylag som spelade i den amerikanska ishockeyligan American Hockey League (AHL) mellan 2000 och 2015.
De spelade sina hemmamatcher i inomhusarenan Norfolk Scope, som har en publikkapacitet på 8 701 åskådare vid ishockeyarrangemang, i Norfolk i Virginia. Admirals var farmarlag till Chicago Blackhawks, Tampa Bay Lightning och Anaheim Ducks i National Hockey League (NHL). Laget vann en Calder Cup, som är trofén till det lag som vinner AHL:s slutspel.

## Historik
Innan Norfolk Admirals hade staden Norfolk redan ett ishockeylag som spelade i den amerikanska "tredje divisionen" East Coast Hockey League men Norfolk tyckte dock att de var tillräckligt stora som stad, att kunna ha ett lag i den amerikanska "andra divisionen" AHL. I mitten av 1990-talet ställde de krav på ägaren för Hampton Roads Admirals, som var Mark Garcea och Page Johnson via investmentbolaget Harmony Investment, att staden ska ha ett lag i just AHL senast efter spelad ECHL-säsong 1999–2000, det ursprungliga kravet var dock säsongen innan. Detta skapade dock missnöje hos Garcea och Johnson mot de styrande i Norfolk för bland annat deras illvilja att föra några som helst förhandlingar och att inte vilja renovera Norfolk Scope men de gjorde som staden ville. Fyra år senare ansåg de två dock att det fick räcka och Harmony sålde laget till en ägargrupp ledd av den lokala affärsmannen Ken Young, som redan ägde den lokala basebollklubben Norfolk Tides. 2015 blev ägargruppen tvingad av AHL att sälja Norfolk Admirals i syfte att flytta det till Kalifornien, för att blidka NHL:s önskemål om att ha AHL-lag närmare sina egna medlemsorganisationer rent geografiskt. Det nya laget hamnade i San Diego och fick namnet San Diego Gulls.

## Spelare
De mest nämnvärda spelarna som spelade för dem var bland andra Frederik Andersen, Craig Anderson, Dave Bolland, Dustin Byfuglien, Corey Crawford, John Gibson, Chris Gratton, Radko Gudas, Dany Heatley, Tyler Johnson, William Karlsson, Duncan Keith, Alexander Killorn, Patrick Lalime, Hampus Lindholm, Josh Manson, Travis Moen, Ondřej Palát, Kyle Palmieri, Mark Parrish, Rickard Rakell, Brent Seabrook, Mike Smith, Shawn Thornton, Sami Vatanen, Kris Versteeg, James Wisniewski och Valerij Zelepukin.